# Joe Deakin
Joe Deakin (Reino Unido, 6 de febrero de 1879-30 de junio de 1972) fue un atleta británico, especialista en la prueba de 3 milla por equipo en la que llegó a ser campeón olímpico en 1908.

## Carrera deportiva
En los JJ. OO. de Londres 1908 ganó la medalla de oro en las 3 milla por equipo, consiguiendo 6 puntos, por delante de Estados Unidos (plata) y Francia (bronce), siendo sus compañeros de equipo: William Coales y Archie Robertson.